# Oft passiert es unverhofft – Einfälle und Reinfälle
Oft passiert es unverhofft – Einfälle und Reinfälle ist eine 37 Minuten lange Sketchsendung von Otto Schenk aus dem Jahr 1986. 
Sie ist das österreichische Pendant zu den Sketchreihen des deutschen Humoristen Loriot. Otto Schenk in den Hauptrollen stellt dabei auf humoristische Art unverhoffte Ereignisse und Missgeschicke dar. Schenk tritt vor der Kulisse eines Cafehauses zwischen den Sketchen auch als Ansager auf.

## Die Sketche
1. Ein Konzertmeister spielt anfangs mit seinem Orchester die Ouvertüre zu Tristan, wenig später spielt das Orchester unverhofft die Ouvertüre zu Carmen.
2. Ein arbeitsloser Schauspieler, der in einer französischen Familie als Babysitter engagiert ist, hat mangelnde Kenntnisse in der französischen Sprache. Aufgrund dessen kann er mit dem Mädchen in der Küche bei Tisch nur ein halb verständliches Französisch reden. Der Babysitter deklamiert dabei eine Rolle aus Shakespeare's Faust, danach eine Rolle von Valentin Cerhof. Das Mädchen sagt zwischendurch voller Verwunderung "Papa". Beim Essen lernt er dem Mädchen Tischsitten, wobei aber durch ein Missgeschick die Knödelschale zu Bruch geht, wodurch beide in eine Knödelschlacht verwickelt sind. Das Mädchen verlangt daraufhin die Ketchupflasche, wobei der Babysitter zusätzliche Schwierigkeiten beim Öffnen der Flasche. Das Mädchen kann sie öffnen, bespritzt damit vorerst das Bild der Großmutter und gleich darauf den Babysitter. Daraufhin treffen die Eltern ein. Der Babysitter gibt ihnen bekannt, dass das Mädchen sehr brav ist und sein französisch mangelhaft ist.
3. Der Fernsehkoch erklärt zögernd die Zubereitung eines Fleischgerichtes, jedoch will es ihm nicht gelingen, das Fleisch zum brutzeln zu bringen. Er sagt aber, dass es durchaus schon gar wird.
4. Ein Ehepaar verweilt in einem italienischen Restaurant. Die Frau rät ihrem Mann ab, Spaghetti zu essen, da es sie auch in Österreich gibt und andere Gerichte probieren soll. Der italienische Oberkellner bedient das Paar daraufhin und erklärt umständlich die korrekte Aussprache der Gerichte, hat aber Sprachprobleme mit Deutsch. Das Paar kann sich jedoch für ein Gericht entscheiden und der Oberkellner erklärt dem deutschen Koch die Gerichte mit denselben Sprachproblemen, worauf der Koch nur sagt:" Kriegst'e."
5. Der Fernsehkoch erklärt die Zubereitung einer Wachtelbrust aus der Nouvelle Cuisine. Die Zutaten sind aber sehr klein und wenig. Sowie das Gericht fertig zubereitet ist, gibt er bekannt, dass diese Menge für 4 Personen berechnet sei.
6 a. Ein Mann bestellt im Lesesaal der Bibliothek ein humoristisches Buch. Er ist davon so erheitert, dass er in lautstarkes Gelächter verfällt und somit für seine Sitznachbarn Ruhestörung verursacht. Die Zurechtweisungen der anderen Leser sind jedoch vergeblich.
6 b. Derselbe Mann ist mit einem Kameraden in einer Felswand. Er sieht beim Klettern in der Hosentasche des Kameraden dasselbe lustige Buch, stößt auch hier lautstarkes Lachen aus und stürzt daraufhin ab. 
6 c. Der Mann liegt nach dem Absturz in Gips gebunden im Spital. Dort besucht ihn sein Kamerad und bringt ihm erneut das lustige Buch. Hier aber stößt er das Lachen unter heftigen Schmerzen aus
7. Die Spitalsvisite mit dem Chefarzt kommt zu einem in Gips gebundenen Patienten. Der Chefarzt kritisiert scharf die mangelhaften Gipsbindungen und behandelt dabei den Patienten grobschlachtig. Der Chefarzt fragt daraufhin auch den Patienten nach seinem Wohlbefinden, was der Patient mit "Gut" bestätigt.
8. Ein schläfriger Arzt empfängt einen Patienten mit heftigen Schmerzen. Der Patient beschreibt seine Schmerzen, der Arzt reagiert aber mit verschlafener Miene. Jedoch fordert er den Patienten auf, sich freizumachen. Auch macht der Arzt eine Mundkontrolle und stellt dem Patienten freie Auswahl des Medikamentes. Beim Abhorchen sagt er dem Patienten, dass er leise atmen solle, um schlafen zu können. Auch drängt der schläfrige Arzt den Patienten vom Liegebett, der Patient kann sich aber aufrichten und sich aufs Liegebett erneut legen. Der Patient gibt bekannt, dass es ihm beim Liegen gut gehe, der Arzt aber legt sich auf den Bauch des Patienten und schläft.
9 a. Ein verschnupfter Mann begibt sich bei einem festlichen Empfang zu den Damen, verübt bei diesen den Handkuss und bekommt dabei Niesanfälle. 
9 b. In der Manege bekommt der Seiltänzer, der mit Sessel und Stange arbeitet, plötzlich einen Niesanfall. Was danach passiert, bleibt im Dunkeln.
9 c. Beim Duell erschießt ein Mann nach einem Niesanfall irrtümlich einen Sekundanten.
10. Ein ermüdeter Schlossführer führt eine Gruppe Besucher durch ein historisches Schloss. Der Führer erklärt aber sämtliche Objekte falsch, vertauscht Fußboden mit Deckenfresko, später auch Ahnengalerie mit Jagdzimmer und erst, als er einen erlegten Bären mit der Prinzessin "Fifi" verwechselt, erkennt der Führer seine Fehler.
11. Beim Ballett "Schwanensee" stört der Tänzer den Soloauftritt einer Ballerina.
12. Beim Ballett "Der Nussknacker" drängt sich beim Trio ein vierter und zudem tollpatschiger Tänzer dazu. 
13 a. Der müde Dirigent dirigiert vorerst das Orchester korrekt, wird dann später vom Orchester durch kurze Geigentöne aufgeschreckt.
13 b. Der Dirigent ist bei einem lebhaften Musikstück vertieft, dass er seine Bewegungen fortsetzt, obwohl das Orchester zu spielen aufhörte.
14. Herr Möller lässt sich von der japanischen Firma Nakashiva eine Stereoanlage ins Haus liefern. Als die Fachleute das Haus betreten, testet der Chef (Herr Shushi) die Raumakustik von Möller's Wohnzimmer, wobei die Mitarbeiter sämtliche Möbel entfernen, was Herrn Möller verwundert. Herr Shushi führt daraufhin mit einer CD Schallproben durch. Der Frequenztest hat zur Folge, dass die Glasvitrine zu Bruch geht und danach auch das Glas der Wohnungstür. Das Ertönen von Götterdämmerung in voller Lautstärke führt zu einem Riss in der Wand und bei der Tonbrobe mit Pearl Harbor kommt es zum Einsturz der Decke des Wohnzimmer's.
15. Bei der abschließenden Eislaufszene stellt sich ein Mann tollpatschig an und muss von einer talentierten Dame geführt werden.

## Anmerkung
Der ORF Version fehlen beim Niesersketch Nr. 9 zwei  Untersketche. (Siehe Diskussion).